# Anomaloninae
Sous-famille
Les Anomaloninae sont une sous-famille d’insectes hyménoptères de la famille des Ichneumonidae. Ce sont des parasites de larves de lépidoptères.

## Liste des genres
Selon BioLib (22 octobre 2018) :
- tribu Anomalonini
  - genre Anomalon Panzer, 1804
- tribu Gravenhorstiini
  - genre Agrypon Foerster, 1860
  - genre Aphanistes Foerster, 1868
  - genre Atrometoides Fahringer, 1922
  - genre Atrometus Foerster, 1868
  - genre Barylypa Foerster, 1868
  - genre Calcaneum Townes, 1971
  - genre Erigorgus Foerster, 1868
  - genre Gravenhorstia Boie, 1856
  - genre Habrocampulum Gauld, 1976
  - genre Habronyx Foerster, 1868
  - genre Heteropelma Wesmael, 1849
  - genre Kokujewiella Shestakov, 1926
  - genre Parania Morley, 1913
  - genre Perisphincter Townes, 1961
  - genre Ribasia Ceballos, 1920
  - genre Therion Curtis, 1829-1831
  - genre Trichomma Wesmael, 1849

## Publication originale
- (en)  Viereck, 1918 : A list of families and subfamilies of ichneumon-flies or the super-family Ichneumonoidea (Hymenoptera). Proceedings of The Biological Society of Washington, vol. 31, n. 1, pp. 69-74(texte intégral).